# Kim Yong-dae (político)
Kim Yong-dae (en coreano: 김영대, nacido el 12 de diciembre de 1937) es un político norcoreano. Fue el líder del Partido Socialdemócrata de Corea desde 1998 hasta 2019.

## Biografía
Kim Yong-dae nació el 12 de diciembre de 1937 en la provincia de Hamgyŏng del Sur. Se graduó de la Universidad Kim Il-sung, donde completó un curso de tres años.
En septiembre de 1989, Kim se convirtió en vicepresidente del Comité Central del Partido Social Demócrata de Corea. En agosto de 1998, pasó a ser presidente del mismo.
Fue elegido por primera vez miembro de la Asamblea Suprema del Pueblo, en las elecciones parlamentarias celebradas en 1990. Cuando el parlamento comenzó su sesión, Kim fue elegido vicepresidente del Comité de Asuntos Exteriores y miembro del Comité de Credenciales. Al año siguiente, se convirtió en presidente del Grupo de Amistad Parlamentario Corea del Norte-Indonesia, Vicepresidente del Grupo de Amistad Parlamentario Corea del Norte-Irán y Vicepresidente de la Asociación de Amistad Corea del Norte-Japón. Kim es el presidente del Consejo de Reconciliación Nacional.
Kim renovó su escaño en la asamblea en 1998 (por el distrito electoral 496) y en 2003 (por el distrito electoral 86). En 2009, fue elegido nuevamente, esta vez por el distrito electoral 97. Fue elegido nuevamente en las elecciones de 2019, esta vez por el distrito electoral 118.
Kim se convirtió en vicepresidente del Presidium de la Asamblea Suprema del Pueblo desde 1998.
Kim fue sucedido por Pak Yong-il en 2019, tanto de la presidencia del Comité Central del Partido Social Demócrata de Corea, como del Presídium de la Asamblea Suprema del Pueblo.
Fyodor Tertitskiy, de NK News, califica a Kim como "otro burócrata norcoreano" y de menos interés que Ryu Mi-yong, la entonces presidenta del otro partido minoritario, el Partido Chondoísta Chong-u. En el comité funerario de Kim Jong-il, Kim ocupó el penúltimo lugar, solo por delante de Ryu, lo que demuestra la posición de bajo rango de los líderes de los partidos menores en la jerarquía norcoreana.
En agosto de 2004, se reunió con Ted Turner, el fundador de CNN, aunque la reunión fue estrictamente supervisada. En 2012, Kim Yong-dae se reunió con los representantes del Partido Progresista Unificado, de Corea del Sur, y firmó una declaración conjunta condenando las actividades de Japón en la disputa de las Rocas Liancourt.
Recibió la Orden de Kim Jong-il en febrero de 2012.